# オリガ・カーメネワ

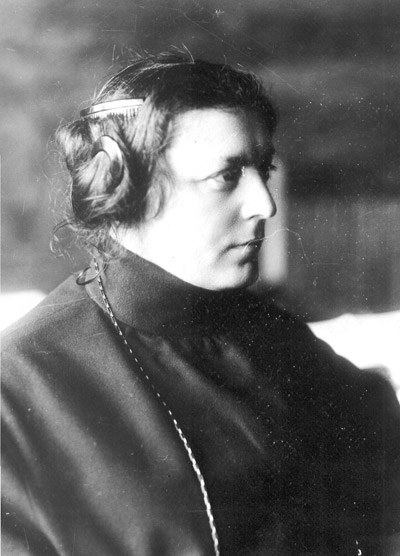
1926年

オリガ・ダヴィドヴナ・カーメネワ（ロシア語: Ольга Давыдовна Каменева、1883年 - 1941年9月11日）は、ロシア帝国の革命家、ソビエト連邦の政治家である。共産党政治局員レフ・カーメネフの最初の妻であり、同じく政治局員レフ・トロツキーを兄に持つ。旧姓ブロンシテイン (Бронштейн)。

## 生涯
1883年、ロシア帝国ヘルソン県ヤノフカ（現在のウクライナ、キロヴォフラード州ボブルィネツィ地区に位置する）の、最寄りの郵便局さえ15マイル離れた小村で、豊かではあるが文盲のユダヤ人農家、ブロンシテイン家の娘として生まれる。ブロンシテイン家はユダヤ人ではあったがユダヤ教の信仰はなく、家庭で話されるのもイディッシュ語ではなくロシア語とウクライナ語だった。
オリガ・ブロンシテインは1902年にロシア社会民主労働党に入党し、直後に革命家のレフ・カーメネフと結婚した。1908年にレフが釈放されると、夫妻はロシアを離れジェノヴァ、次いでパリへ移り、ここでレフはウラジーミル・レーニンの旧知となった。夫妻はレーニンの下で雑誌編集を手伝い、夫妻が1914年1月にサンクトペテルブルクへ帰還すると、レフはボリシェヴィキの合法部門機関紙「プラウダ」と、ドゥーマにおけるボリシェヴィキの派閥を当面の間指導した。
十月革命後の1918年初頭、カーメネワはロシア・ソビエト共和国教育人民委員部劇場部門の責任者となった。そして、劇場演出家のフセヴォロド・メイエルホリドとともに、カーメネワはロシア演劇の急進的な改革を志向するようになった。だが、メイエルホリドが翌年5月に結核によって南方へ離れると、レーニンが劇場芸術に保守的であったため、人民委員部委員長アナトリー・ルナチャルスキーによってカーメネワは6月に職を解かれた。
1919年10月にロシア共産党婦人局が設置されると、カーメネワは局監督部門のメンバーとなった。翌年には、保健人民委員のニコライ・セマシコが唱えた、避妊は「疑う余地なく有害」であり決して支持されるべきではない、との論を支持している。1921年から1923年まで、対飢饉後遺症闘争中央委員会の指導者を務め、ハーバート・フーヴァー政権下でソビエト連邦に対する援助を行っていたアメリカ救済管理に反対するプロパガンダを監督した。1923年から1925年にかけて、西欧に限定的な援助を短期間行った対外救済委員会の委員長を務め、1926年から1928年までは対外文化交流協会会長を務めた。この時にカーメネワはソ連を訪れたル・コルビュジェやセオドア・ドライサーなど多くの西欧の文化人と会見し、1927年3月から4月には、ソ連代表としてウィーンでベートーヴェン死去百周年記念祭に出席した。同時に、1920年代を通してカーメネワはモスクワで開かれていた文芸サロンの代表でもあった。
しかし、レフとの家庭生活は、レフが1920年にイギリスの彫刻家クレア・フレウェン・シェリダンと浮名を流したことにより、早くから崩壊し始めていた。1928年にレフはオリガの元から去り、タチヤナ・グレボワ (Татьяна Глебова) と再婚した。

1927年

1927年に、ともに共産党政治局員であったレフと兄のトロツキーが相次いで失脚すると、カーメネワも瞬く間にその影響力を失った。1935年7月27日、NKVDはカーメネワを、政治事件への関与を理由にモスクワからレニングラードへ5年間追放した。モスクワ16人裁判の結果、1936年8月25日にレフが処刑されると、カーメネワも逮捕、投獄を受けた。上の息子である空軍将校のアレクサンドルは1937年7月15日に33歳で処刑され、下の息子ユーリーも1938年1月30日に17歳で処刑された。
1941年9月11日、オリョール監獄に収監されていたカーメネワは、フリスチアン・ラコフスキーやマリア・スピリドーノワを始めとした160名の囚人とともに、メドヴェージェフの森の虐殺でNKVDにより殺害された。